# Stefano Cetica
Stefano Cetica (Roma, 15 giugno 1955) è un sindacalista e politico italiano, dal 1999 al 2006 segretario nazionale della UGL.

## Biografia
Eletto nel 1997 sindaco di Cerveteri per Alleanza Nazionale, è Dirigente del sindacato di destra CISNAL, proveniente dalla struttura di categoria del Credito, settore di cui è anche Segretario confederale. Diviene segretario generale nell'ottobre 1999 succedendo a Mauro Nobilia, eletto europarlamentare. Nel corso della sua gestione, lo trasforma definitivamente nell'Unione Generale del Lavoro (UGL), e lo guida fino al 2006, quando passa la mano a Renata Polverini e diventa presidente dell'organizzazione. Durante la sua gestione l'UGL ha firmato il patto per l'Italia con il governo Berlusconi.
Nell'aprile 2010 diviene Assessore al Bilancio della Regione Lazio, nella giunta Polverini.
Il 27 settembre 2012 in seguito alle dimissioni della Polverini dalla Presidenza della Regione Lazio, resta in carica per l'ordinaria amministrazione fino alle successive elezioni.
Nel maggio 2016 è nominato presidente del patronato ENAS.